# 蕾芭·斯圖爾特
蕾芭·斯圖爾特（Reba Stewart，2001年5月20日—）是一名澳大利亞女子跆拳道運動員。她曾經獲得2019年太平洋運動會跆拳道比賽女子73公斤以上級金牌。

## 外部連結
- TaekwondoData.com （页面存档备份，存于）
- 蕾芭·斯圖爾特的Facebook專頁